# Celestus hewardi
Espèce
Statut de conservation UICN

 EN B1ab(iii,v) : En danger
Synonymes
- Diploglossus variegatus Peters, 1874

Celestus hewardi est une espèce de sauriens de la famille des Diploglossidae.

## Répartition
Cette espèce est endémique de Jamaïque. 

## Étymologie
Cette espèce est nommée en l'honneur de Robert Heward.

## Publication originale
- Gray, 1845 : Catalogue of the specimens of lizards in the collection of the British Museum, p. 1-289 (texte intégral).